# Eleições estaduais no Ceará em 2014
As eleições estaduais do Ceará, em2014, foram realizadas em 05 de outubro (1º turno) e 26 de outubro (2º turno), como parte das eleições gerais no Brasil. Os eleitores aptos a votar elegeram o Presidente da República, Governador do Estado e um Senador da República, além de 22 Deputados Federais e 46 Deputados Estaduais. No primeiro turno, nenhum dos candidatos a governador obteve mais da metade dos votos válidos e, então, um segundo turno foi realizado.
Os candidatos ao Palácio da Abolição foram: Eunício Oliveira (PMDB), Camilo Santana (PT), Eliane Novais (PSB) e Aílton Lopes (PSOL). Camilo e Eunício disputaram o segundo turno, sendo Camilo o vitorioso deste pleito. O governador eleito Camilo era apoiado pelo então governador Cid Gomes (PROS).
Essa foi a segunda vez que uma disputa para o Governo do Ceará foi decidida em segundo turno, sendo a primeira na eleição de 2002.

## Regras
- Governador: No geral, as regras para as eleições presidenciais também se aplicam às estaduais. Isto é, as eleições possuem dois turnos e se nenhum dos candidatos a governador alcança maioria absoluta dos votos válidos, um segundo turno entre os dois mais votados acontece. Todos os candidatos com cargos executivos devem renunciar até 5 de abril para poderem disputar.
- Senador: Conforme rodízio previsto para as eleições ao Senado, em 2014, será disputada apenas uma vaga por estado com mandato de 8 anos. O candidato mais votado é eleito, não havendo segundo turno para as eleições legislativas.

## Candidatos a governador
| Número | Candidato (em ordem alfabética)  | Partido | Vice-candidato                | Coligação |
| ------ | -------------------------------- | ------- | ----------------------------- | --- |
| 50     | Ailton Claécio Lopes Dantas      | PSOL    | Benedito Oliveira Viana (PCB) | Frente de Esquerda Socialista PSOL / PCB / PSTU                                                                                         |
| 13     | Camilo Santana                   | PT      | Izolda Cela (PROS)            | Para o Ceará Seguir Mudando PT / PROS / PRB / PP / PDT / PTB / PSL / PRTB / PHS / PMN / PTC / PV / PEN / PPL / PSD / PCdoB / PTdoB / SD |
| 40     | Eliane Novais Eleuterio Teixeira | PSB     | Leonardo de Bayma Rebouças    | Partido não coligado |
| 15     | Eunício Lopes de Oliveira        | PMDB    | Roberto Soares Pessoa (PR)    | Ceará de Todos PMDB / PR / PSDB / DEM / PPS / PRP / PSC / PSDC / PTN                                                                    |

## Candidatos a senador
| Número | Candidato (em ordem alfabética)        | Partido | Suplentes                                                                                 | Coligação |
| ------ | -------------------------------------- | ------- | ----------------------------------------------------------------------------------------- | --- |
| 400    | Geovana Maria Cartaxo de Arruda Freire | PSB     | 1º: Maria Valda de Albuquerque 2º: Geraldo Cadeira de Oliveira                            | Partido não coligado |
| 900    | Carlos Mauro Benevides Filho           | PROS    | 1º: José Linhares Ponte (PP) 2º: Francisco Honorio Pinheiro Alves                         | Para o Ceará Seguir Mudando PT / PROS / PRB / PP / PDT / PTB / PSL / PRTB / PHS / PMN / PTC / PV / PEN / PPL / PSD / PCdoB / PTdoB / SD |
| 161    | Raquel Dias Araujo                     | PSTU    | 1º: Carlota Sales de Carvalho 2º: Augusto César Tavares da Silva                          | Frente de Esquerda Socialista PSOL / PCB / PSTU                                                                                         |
| 456    | Tasso Ribeiro Jereissati               | PSDB    | 1º: Francisco Feitosa de Albuquerque Lima (DEM) 2º: Fernando Antonio Mendes Façanha Filho | Ceará de Todos PMDB / PR / PSDB / DEM / PPS / PRP / PSC / PSDC / PTN                                                                    |

## Resultados
Segundo dados do TSE (Tribunal Superior Eleitoral), os resultados da eleição no Ceará foram estes:

### Presidente da República no Ceará (1º Turno)
| Nº | Candidato a presidente       | Candidato a vice-presidente | Partido/Coligação                                                            | Votos/Porcentagem  | Posição       |
| -- | ---------------------------- | --------------------------- | ---------------------------------------------------------------------------- | ------------------ | ------------- |
| 13 | Dilma Rousseff (PT)          | Michel Temer (PMDB)         | "Com a força do povo" (PT / PMDB / PSD / PP / PR / PROS / PDT / PCdoB / PRB) | 3.087.115 (68,30%) | 1º (2° Turno) |
| 45 | Aécio Neves (PSDB)           | Aloysio Nunes (PSDB)        | "Muda Brasil" (PSDB / PMN / SD / DEM / PEN / PTN / PTB / PTC / PTdoB)        | 676.743 (14,97%)   | 2º (2° Turno) |
| 40 | Marina Silva (PSB)           | Beto Albuquerque (PSB)      | "Unidos pelo Brasil" (PSB / PPS / PPL / PHS / PRP / PSL)                     | 638.115 (14,12%)   | 3º            |
| 50 | Luciana Genro (PSOL)         | Jorge Paz (PSOL)            | PSOL                                                                         | 52.448 (1,16%)     | 4º            |
| 20 | Pastor Everaldo (PSC)        | Leonardo Gadelha (PSC)      | PSC                                                                          | 25.742 (0,57%)     | 5º            |
| 28 | Levy Fidelix (PRTB)          | Cel. José Alves (PRTB)      | PRTB                                                                         | 15.963 (0,35%)     | 6º            |
| 43 | Eduardo Jorge (PV)           | Célia Sacramento (PV)       | PV                                                                           | 14.081 (0,31%)     | 7º            |
| 16 | José Maria de Almeida (PSTU) | Cláudia Durans (PSTU)       | PSTU                                                                         | 4.660 (0,10%)      | 8º            |
| 27 | José Maria Eymael (PSDC)     | Roberto Lopes (PSDC)        | PSDC                                                                         | 3.192 (0,07%)      | 9º            |
| 21 | Mauro Iasi (PCB)             | Sofia Manzano (PCB)         | PCB                                                                          | 1.831 (0,04%)      | 10º           |
| 29 | Rui Costa Pimenta (PCO)      | Ricardo Machado (PCO)       | PCO                                                                          | 342 (0,01%)        | 11º           |

| Partido | Partido | Candidato         | Votos     | Votos (%) |
| ------- | ------- | ----------------- | --------- | --------- |
|         | PT      | Dilma Rousseff    | 3 087 115 | 68,3%     |
|         | PSDB    | Aécio Neves       | 676 743   | 14,97%    |
|         | PSB     | Marina Silva      | 638 115   | 14,12%    |
|         | PSOL    | Luciana Genro     | 52 448    | 1,16%     |
|         | PSC     | Pastor Everaldo   | 25 742    | 0,57%     |
|         | PRTB    | Levy Fidelix      | 15 963    | 0,35%     |
|         | PV      | Eduardo Jorge     | 14 081    | 0,31%     |
|         | PSTU    | Zé Maria          | 4 660     | 0,1%      |
|         | PSDC    | Eymael            | 3 192     | 0,07%     |
|         | PCB     | Mauro Iasi        | 1 831     | 0,04%     |
|         | PCO     | Rui Costa Pimenta | 342       | 0,01%     |
| Totais  | Totais  | Totais            | 4 520 232 |           |

### Presidente da República no Ceará (2º Turno)
| N° | Candidato a presidente | Candidato a vice-presidente | Partido/Coligação                                                            | Votos/Porcentagem  | Posição       |
| -- | ---------------------- | --------------------------- | ---------------------------------------------------------------------------- | ------------------ | ------------- |
| 13 | Dilma Rousseff (PT)    | Michel Temer (PMDB)         | "Com a força do povo" (PT / PMDB / PSD / PP / PR / PROS / PDT / PCdoB / PRB) | 3.522.225 (76,75%) | 1º (Reeleita) |
| 45 | Aécio Neves (PSDB)     | Aloysio Nunes (PSDB)        | "Muda Brasil" (PSDB / PMN / SD / DEM / PEN / PTN / PTB / PTC / PTdoB)        | 1.067.096 (23,25%) | 2º            |

| Partido | Partido | Candidato      | Votos     | Votos (%) |
| ------- | ------- | -------------- | --------- | --------- |
|         | PT      | Dilma Rousseff | 3 522 225 | 76,75%    |
|         | PSDB    | Aécio Neves    | 1 067 096 | 23,25%    |
| Totais  | Totais  | Totais         | 4 589 321 |           |

### Governador do estado (1º Turno)
| Candidatos a governador do estado | Candidatos a vice-governador | Número | Coligação | Votação   | Percentual |
| --------------------------------- | ---------------------------- | ------ | --- | --------- | ---------- |
| Camilo Santana PT                 | Izolda Cela PROS             | 13     | Para o Ceará Seguir Mudando (PT, PROS, PP, PSD, PDT, PTB, PRB, SD, PCdoB, PV, PEN, PHS, PMN, PPL, PRTB, PSL, PTC, PTdoB) | 2.039.233 | 47,81%     |
| Eunício Oliveira PMDB             | Roberto Pessoa PR            | 15     | Ceará de Todos (PMDB, PR, PSDB, DEM, PSC, PPS, PRP, PSDC, PTN)                                                           | 1.979.499 | 46,41%     |
| Eliane Novais PSB                 | Leonardo Bayma Rebouças PSB  | 40     | — | 144.507   | 3,39%      |
| Ailton Lopes PSOL                 | Benedito Oliveira Viana PCB  | 50     | Frente de Esquerda Socialista (PSOL, PCB, PSTU)                                                                          | 102.394   | 2,40%      |

| Partido | Partido | Candidato        | Votos     | Votos (%) |
| ------- | ------- | ---------------- | --------- | --------- |
|         | PT      | Camilo Santana   | 2 039 233 | 47,81%    |
|         | PMDB    | Eunício Oliveira | 1 979 499 | 46,41%    |
|         | PSB     | Eliane Novais    | 144 507   | 3,39%     |
|         | PSOL    | Aílton Lopes     | 102 394   | 2,4%      |
| Totais  | Totais  | Totais           | 4 265 633 |           |

### Governador do estado (2º Turno)
| Candidatos a governador do estado | Candidatos a vice-governador | Número | Coligação | Votação   | Percentual |
| --------------------------------- | ---------------------------- | ------ | --- | --------- | ---------- |
| Camilo Santana PT                 | Izolda Cela PROS             | 13     | Para o Ceará Seguir Mudando (PT, PROS, PP, PSD, PDT, PTB, PRB, SD, PCdoB, PV, PEN, PHS, PMN, PPL, PRTB, PSL, PTC, PTdoB) | 2.417.668 | 53,35%     |
| Eunício Oliveira PMDB             | Roberto Pessoa PR            | 15     | Ceará de Todos (PMDB, PR, PSDB, DEM, PSC, PPS, PRP, PSDC, PTN)                                                           | 2.113.940 | 46,65%     |

| Partido | Partido | Candidato        | Votos     | Votos (%) |
| ------- | ------- | ---------------- | --------- | --------- |
|         | PT      | Camilo Santana   | 2 417 668 | 53,35%    |
|         | PMDB    | Eunício Oliveira | 2 113 940 | 46,65%    |
| Totais  | Totais  | Totais           | 4 531 608 |           |

### Senado Federal (Turno Único)
| Candidatos a senador da República | Candidatos a suplente de senador                               | Número | Coligação | Votação   | Percentual |
| --------------------------------- | -------------------------------------------------------------- | ------ | --- | --------- | ---------- |
| Tasso Jereissati PSDB             | Chiquinho Feitosa DEM Fernando Façanha PSDB                    | 456    | Ceará de Todos (PMDB, PR, PSDB, DEM, PSC, PPS, PRP, PSDC, PTN)                                                           | 2.314.796 | 57,91%     |
| Mauro Benevides Filho PROS        | José Linhares Ponte PP Francisco Honório Pinheiro PROS         | 900    | Para o Ceará Seguir Mudando (PT, PROS, PP, PSD, PDT, PTB, PRB, SD, PCdoB, PV, PEN, PHS, PMN, PPL, PRTB, PSL, PTC, PTdoB) | 1.573.732 | 39,37%     |
| Geovana Freire PSB                | Maria Valda de Albuquerque PSB Geraldo Cadeira de Oliveira PSB | 400    | — | 66.895    | 1,67%      |
| Raquel Araújo PSTU                | Carlota Sales de Carvalho PSTU Augusto Tavares da Silva PSOL   | 161    | Frente de Esquerda Socialista (PSOL, PCB, PSTU)                                                                          | 42.065    | 1,05%      |

| Partido | Partido | Candidato        | Votos     | Votos (%) |
| ------- | ------- | ---------------- | --------- | --------- |
|         | PSDB    | Tasso Jereissati | 2 314 796 | 57,91%    |
|         | PROS    | Mauro Filho      | 1 573 732 | 39,37%    |
|         | PSB     | Geovana Cartaxo  | 66 895    | 1,67%     |
|         | PSTU    | Raquel Dias      | 42 065    | 1,05%     |
| Totais  | Totais  | Totais           | 3 997 488 |           |

### Deputado Federal
No Ceará foram vinte e dois (22) deputados federais eleitos.

#### Resultados por Coligação
| Partido/Coligação                           | Votação   | Votação | Votação   | Votação     | Vagas                | Vagas | Vagas |
| Partido/Coligação                           | Nominal   | Legenda | Total     | Porcentagem | Quociente Partidário | Média | Total |
| ------------------------------------------- | --------- | ------- | --------- | ----------- | -------------------- | ----- | ----- |
| DEM/PPS/PSDC/PTN                            | 475.031   | 15.174  | 490.205   | 11,23       | 2                    | 0     | 2     |
| PMDB/PSC/PR/PRP/PSDB                        | 1.020.497 | 131.050 | 1.151.547 | 26,37       | 5                    | 1     | 6     |
| PRB/PP/PDT/PT/PTB/PSL/PHS/PSD/PCdoB/SD/PROS | 2.265.023 | 184.417 | 2.449.440 | 56,09       | 12                   | 2     | 14    |
| PSB                                         | 40.601    | 7.673   | 48.274    | 1,11        | 0                    | 0     | 0     |
| PSTU/PCB/PSOL                               | 40.737    | 13.666  | 54.403    | 1,25        | 0                    | 0     | 0     |
| PTC/PEN/PTdoB/PRTB/PMN/PPL/PV               | 160.603   | 12.548  | 173.151   | 3,96        | 0                    | 0     | 0     |
| TOTAL                                       | 4.002.492 | 364.528 | 4.367.020 | 100,00      | 19                   | 3     | 22    |

#### Eleitos
Representação eleita
  PT: 4
  PROS: 3
  PMDB: 3
  PR: 2
  DEM: 1
  SD: 1
  PPS: 1
  PDT: 1
  PRB: 1
  PHS: 1
  PSL: 1
  PSDB: 1
  PTB: 1
  PCdoB: 1

Fonteː
| Candidato (a)            | Número | Coligação                                                              | Votos   | %     |
| ------------------------ | ------ | ---------------------------------------------------------------------- | ------- | ----- |
| Moroni Torgan (DEM)      | 2525   | DEM / PPS / PSDC / PTN                                                 | 277.774 | 6,36% |
| Genecias Noronha (SD)    | 7777   | PRB / PP / PDT / PT / PTB / PSL / PHS / PV / PSD / PC do B / SD / PROS | 221.567 | 5,07% |
| José Guimarães (PT)      | 1322   | PRB / PP / PDT / PT / PTB / PSL / PHS / PV / PSD / PC do B / SD / PROS | 209.032 | 4,79% |
| Domingos Neto (PROS)     | 9090   | PRB / PP / PDT / PT / PTB / PSL / PHS / PV / PSD / PC do B / SD / PROS | 185.226 | 4,24% |
| Danilo Forte (PMDB)      | 1513   | PMDB / PSC / PR / PRP / PSDB                                           | 180.157 | 4,13% |
| Aníbal Gomes (PMDB)      | 1500   | PMDB / PSC / PR / PRP / PSDB                                           | 173.736 | 3,98% |
| Moses Rodrigues (PPS)    | 2323   | DEM / PPS / PSDC / PTN                                                 | 147.044 | 3,37% |
| Gorete Pereira (PR)      | 2233   | PMDB / PSC / PR / PRP / PSDB                                           | 130.983 | 3,00% |
| Luizianne Lins (PT)      | 1313   | PRB / PP / PDT / PT / PTB / PSL / PHS / PV / PSD / PC do B / SD / PROS | 130.717 | 2,99% |
| André Figueiredo (PDT)   | 1234   | PRB / PP / PDT / PT / PTB / PSL / PHS / PV / PSD / PC do B / SD / PROS | 125.360 | 2,87% |
| Odorico Monteiro (PT)    | 1331   | PRB / PP / PDT / PT / PTB / PSL / PHS / PV / PSD / PC do B / SD / PROS | 121.640 | 2,79% |
| Cabo Sabino (PR)         | 2290   | PMDB / PSC / PR / PRP / PSDB                                           | 120.485 | 2.76% |
| Ronaldo Martins (PRB)    | 1010   | PRB / PP / PDT / PT / PTB / PSL / PHS / PV / PSD / PC do B / SD / PROS | 117.930 | 2,70% |
| Adail Carneiro (PHS)     | 3131   | PRB / PP / PDT / PT / PTB / PSL / PHS / PV / PSD / PC do B / SD / PROS | 113.885 | 2,61% |
| Macedo (PSL)             | 1777   | PRB / PP / PDT / PT / PTB / PSL / PHS / PV / PSD / PC do B / SD / PROS | 107.734 | 2,47% |
| Raimundo Matos (PSDB)    | 4511   | PMDB / PSC / PR / PRP / PSDB                                           | 95.145  | 2,18% |
| José Airton (PT)         | 1333   | PRB / PP / PDT / PT / PTB / PSL / PHS / PV / PSD / PC do B / SD / PROS | 94.056  | 2.15% |
| Vitor Valim (PMDB)       | 1590   | PMDB / PSC / PR / PRP / PSDB                                           | 92.499  | 2,12% |
| Leônidas Cristino (PROS) | 9099   | PRB / PP / PDT / PT / PTB / PSL / PHS / PV / PSD / PC do B / SD / PROS | 91.085  | 2.09% |
| Antônio Balhmann (PROS)  | 9000   | PRB / PP / PDT / PT / PTB / PSL / PHS / PV / PSD / PC do B / SD / PROS | 87666   | 2.01% |
| Arnon Bezerra (PTB)      | 1451   | PRB / PP / PDT / PT / PTB / PSL / PHS / PV / PSD / PC do B / SD / PROS | 84.474  | 1.93% |
| Chico Lopes (PC do B)    | 6565   | PRB / PP / PDT / PT / PTB / PSL / PHS / PV / PSD / PC do B / SD / PROS | 80.578  | 1.85% |

Obs.: A tabela acima mostra somente os 22 deputados federais eleitos.

### Deputado Estadual
No Ceará foram quarenta e seis (46) deputados estaduais eleitos.

#### Resultados por Coligação
| Partido/Coligação                 | Votação   | Votação | Votação   | Votação     | Vagas                | Vagas | Vagas |
| Partido/Coligação                 | Nominal   | Legenda | Total     | Porcentagem | Quociente Partidário | Média | Total |
| --------------------------------- | --------- | ------- | --------- | ----------- | -------------------- | ----- | ----- |
| PCdoB                             | 179.931   | 7.975   | 187.906   | 4,20        | 1                    | 1     | 2     |
| PDT                               | 294.835   | 32.006  | 326.841   | 7,31        | 3                    | 0     | 3     |
| PEN/PRTB/PPL                      | 136.446   | 6.994   | 143.440   | 3,21        | 1                    | 0     | 1     |
| PMDB/PR/DEM/PRP/PSDB              | 891.243   | 89.853  | 981.096   | 21,95       | 10                   | 1     | 11    |
| PRB/PT/PTB/PSL/PHS/PV/PSD/SD/PROS | 1.875.591 | 167.626 | 2.043.217 | 45,70       | 21                   | 1     | 22    |
| PSB                               | 4.796     | 10.265  | 15.061    | 0,34        | 0                    | 0     | 0     |
| PSC                               | 99.509    | 4.170   | 103.679   | 2,32        | 1                    | 0     | 1     |
| PSTU/PCB/PSOL                     | 98.403    | 11.427  | 109.830   | 2,46        | 1                    | 0     | 1     |
| PTdoB/PMN/PP                      | 188.245   | 25.743  | 213.988   | 4,79        | 2                    | 0     | 2     |
| PTC                               | 64.600    | 2.568   | 67.168    | 1,50        | 0                    | 0     | 0     |
| PTN/PPS/PSDC                      | 261.693   | 16.574  | 278.267   | 6,22        | 2                    | 1     | 3     |
| TOTAL                             | 4.095.292 | 375.201 | 4.470.493 | 100,00      | 42                   | 4     | 46    |

#### Eleitos
Representação eleita
  PROS: 11
  PMDB: 6
  PDT: 3
  PR: 2
  SD: 2
  PEN: 2
  PT: 2
  PCdoB: 2
  PSD: 2
  PP: 2
  PV: 1
  PSOL: 1
  PRB: 1
  DEM: 1
  PSL: 1
  PSDC: 1
  PHS: 1
  PRP: 1
  PSDB: 1
  PSC: 1
  PPS: 1
  PTN: 1

Fonteː
| Candidato (a)              | Número | Coligação                                                              | Votos   | %     |
| -------------------------- | ------ | ---------------------------------------------------------------------- | ------- | ----- |
| Capitão Wagner (PR)        | 22190  | PMDB / PSC / PR / PRP / PSDB                                           | 194.239 | 4.36% |
| Aderlânia Noronha (SD)     | 77777  | PRB / PP / PDT / PT / PTB / PSL / PHS / PV / PSD / PC do B / SD / PROS | 97.172  | 2.18% |
| Zezinho Albuquerque (PROS) | 90999  | PRB / PP / PDT / PT / PTB / PSL / PHS / PV / PSD / PC do B / SD / PROS | 95.253  | 2.14% |
| Heitor Férrer (PDT)        | 12350  | PRB / PP / PDT / PT / PTB / PSL / PHS / PV / PSD / PC do B / SD / PROS | 93.928  | 2.11% |
| Dr. Sarto (PROS)           | 90789  | PRB / PP / PDT / PT / PTB / PSL / PHS / PV / PSD / PC do B / SD / PROS | 85.310  | 1.91% |
| Sérgio Aguiar (PROS)       | 90888  | PRB / PP / PDT / PT / PTB / PSL / PHS / PV / PSD / PC do B / SD / PROS | 85.060  | 1.91% |
| Agenor Neto (PMDB)         | 15888  | PMDB / PSC / PR / PRP / PSDB                                           | 78.868  | 1.77% |
| Fernanda Pessoa (PR)       | 22000  | PMDB / PSC / PR / PRP / PSDB                                           | 78.579  | 1.76% |
| Dr. Bruno Gonçalves (PEN)  | 51515  | PRB / PP / PDT / PT / PTB / PSL / PHS / PV / PSD / PC do B / SD / PROS | 75.511  | 1.69% |
| Moisés Braz (PT)           | 13333  | PRB / PP / PDT / PT / PTB / PSL / PHS / PV / PSD / PC do B / SD / PROS | 75.027  | 1.68% |
| Ivo Gomes (PROS)           | 90111  | PRB / PP / PDT / PT / PTB / PSL / PHS / PV / PSD / PC do B / SD / PROS | 73.055  | 1.64% |
| Evandro Leitão (PDT)       | 12000  | PRB / PP / PDT / PT / PTB / PSL / PHS / PV / PSD / PC do B / SD / PROS | 70.228  | 1.57% |
| Robério Monteiro (PROS)    | 90456  | PRB / PP / PDT / PT / PTB / PSL / PHS / PV / PSD / PC do B / SD / PROS | 67.018  | 1.50% |
| Wellington Landim (PROS)   | 90114  | PRB / PP / PDT / PT / PTB / PSL / PHS / PV / PSD / PC do B / SD / PROS | 66.213  | 1.48% |
| Duquinha (PROS)            | 90124  | PRB / PP / PDT / PT / PTB / PSL / PHS / PV / PSD / PC do B / SD / PROS | 64.414  | 1.44% |
| Roberto Mesquita (PV)      | 43789  | PRB / PP / PDT / PT / PTB / PSL / PHS / PV / PSD / PC do B / SD / PROS | 64.005  | 1.44% |
| Danniel Oliveira (PMDB)    | 15333  | PMDB / PSC / PR / PRP / PSDB                                           | 62.550  | 1.40% |
| Renato Roseno (PSOL)       | 50500  | PSTU / PCB / PSOL                                                      | 59.887  | 1.34% |
| Odilon Aguiar (PROS)       | 90123  | PRB / PP / PDT / PT / PTB / PSL / PHS / PV / PSD / PC do B / SD / PROS | 57.454  | 1.29% |
| David Durand (PRB)         | 10000  | PRB / PP / PDT / PT / PTB / PSL / PHS / PV / PSD / PC do B / SD / PROS | 53.608  | 1.20% |
| João Jaime (DEM)           | 25000  | DEM / PPS / PSDC / PTN                                                 | 52.638  | 1.18% |
| Dr. Lucílvio Girão (SD)    | 77123  | PRB / PP / PDT / PT / PTB / PSL / PHS / PV / PSD / PC do B / SD / PROS | 52.402  | 1.18% |
| Antônio Granja (PROS)      | 90000  | PRB / PP / PDT / PT / PTB / PSL / PHS / PV / PSD / PC do B / SD / PROS | 51.368  | 1.15% |
| Augusta Brito (PCdoB)      | 65700  | PRB / PP / PDT / PT / PTB / PSL / PHS / PV / PSD / PC do B / SD / PROS | 50.849  | 1.14% |
| Laís Nunes (PROS)          | 90555  | PRB / PP / PDT / PT / PTB / PSL / PHS / PV / PSD / PC do B / SD / PROS | 48.929  | 1.10% |
| Jeova Mota (PROS)          | 90444  | PRB / PP / PDT / PT / PTB / PSL / PHS / PV / PSD / PC do B / SD / PROS | 48.659  | 1.09% |
| Osmar Baquit (PSD)         | 55555  | PRB / PP / PDT / PT / PTB / PSL / PHS / PV / PSD / PC do B / SD / PROS | 47.553  | 1.09% |
| Naumi Amorim (PSL)         | 17000  | PRB / PP / PDT / PT / PTB / PSL / PHS / PV / PSD / PC do B / SD / PROS | 46.836  | 1.05% |
| Gony Arruda (PSD)          | 55455  | PRB / PP / PDT / PT / PTB / PSL / PHS / PV / PSD / PC do B / SD / PROS | 46.179  | 1.04% |
| Mirian Sobreira (PROS)     | 90333  | PRB / PP / PDT / PT / PTB / PSL / PHS / PV / PSD / PC do B / SD / PROS | 44.451  | 1.00% |
| Elmano (PT)                | 13123  | PRB / PP / PDT / PT / PTB / PSL / PHS / PV / PSD / PC do B / SD / PROS | 44.292  | 0.99% |
| Ely Aguiar (PSDC)          | 27022  | DEM / PPS / PSDC / PTN                                                 | 41.632  | 0.93% |
| Tin Gomes (PHS)            | 31234  | PRB / PP / PDT / PT / PTB / PSL / PHS / PV / PSD / PC do B / SD / PROS | 41.561  | 0.93% |
| Dra. Silvana (PMDB)        | 15777  | PMDB / PSC / PR / PRP / PSDB                                           | 41.449  | 0.93% |
| Joaquim Noronha (PP)       | 11333  | PRB / PP / PDT / PT / PTB / PSL / PHS / PV / PSD / PC do B / SD / PROS | 38.751  | 0.87% |
| Carlomano Marques (PMDB)   | 15150  | PMDB / PSC / PR / PRP / PSDB                                           | 37.422  | 0.84% |
| Walter Cavalcante (PMDB)   | 15640  | PMDB / PSC / PR / PRP / PSDB                                           | 33.094  | 0.74% |
| Bethrose (PRP)             | 44789  | PMDB / PSC / PR / PRP / PSDB                                           | 31.666  | 0.71% |
| Carlos Matos (PSDB)        | 45655  | PMDB / PSC / PR / PRP / PSDB                                           | 29.036  | 0.65% |
| Carlos Felipe (PCdoB)      | 65100  | PRB / PP / PDT / PT / PTB / PSL / PHS / PV / PSD / PC do B / SD / PROS | 28.881  | 0.65% |
| Audic Mota (PMDB)          | 15610  | PMDB / PSC / PR / PRP / PSDB                                           | 28.509  | 0.64% |
| Bruno Pedrosa (PSC)        | 20222  | PMDB / PSC / PR / PRP / PSDB                                           | 27.793  | 0.62% |
| Ferreira Aragão (PDT)      | 12999  | PRB / PP / PDT / PT / PTB / PSL / PHS / PV / PSD / PC do B / SD / PROS | 27.607  | 0.62% |
| Tomaz Holanda (PPS)        | 23123  | DEM / PPS / PSDC / PTN                                                 | 25.875  | 0.58% |
| Zé Aílton Brasil (PP)      | 11234  | PRB / PP / PDT / PT / PTB / PSL / PHS / PV / PSD / PC do B / SD / PROS | 25.401  | 0.57% |
| Júlio César (PTN)          | 19789  | DEM / PPS / PSDC / PTN                                                 | 23.624  | 0.53% |